# Куол, Алу
Алу Куол (англ. Alou Kuol; родился 5 июля 2001, Хартум, Судан) — австралийский футболист, нападающий клуба «Сентрал Кост Маринерс».

## Клубная карьера
Начал футбольную карьеру в молодёжной команде «Гоулберн Вэлли Санз», after coming through the side's youth teams.. В 2019 году перешёл в клуб «Сентрал Кост Маринерс». 1 марта 2020 года дебютировал в австралийской A-лиге в матче против «Уэстерн Юнайтед». 31 декабря 2020 года забил свой первый гол за клуб в игре против «Ньюкасл Юнайтед Джетс».
16 апреля 2021 года было объявлено, что Куол подписал контракт до июня 2025 года  с клубом немецкой Бундеслиги «Штутгарт». Он перешёл в немецкую команду летом 2021 года в качестве свободного агента. В первой половине сезона 2021/22 выступал за вторую команду в региональной лиге «Юго-Запад», забив 7 голов в 18 матчах. В конце января 2022 года перешёл в клуб второй Бундеслиги «Зандхаузен» в аренду до конца сезона. Дебютировал за команду в матче 32-го тура против «Шальке 04», закончившемся поражением 1:2. Выйдя на замену на 79-й минуте, был удалён с поля незадолго до финального свистка. Из-за удаления пропустил последние 2 матча сезона, таким образом сыграв за команду лишь в 1 матче.
В сезоне 2022/23 привлекался к тренировкам с основной командой. Несмотря на это, провёл всю первую половину сезона во второй команде. Дебютировал за основу 27 января 2023 года под руководством нового тренера Бруно Лаббадии в матче против «РБ Лейпциг» (1:2), выйдя на поле незадолго до финального свистка.
10 июля 2023 года вернулся в «Сентрал Кост Маринерс».

## Личная жизнь
Куол родился в Хартуме (Судан); в его семье, кроме него, было ещё шесть младших братьев. Брат Гаранг Куол – также футболист, выступающий за клуб «Волендам» на правах аренды. Родители вывезли его из Судана, когда ему было только три года: сначала семья провела год в Египте, после чего переехала в Австралию, остановившись в Сиднее. В 2005 году его семья переехала в Шеппартон. Алу позднее работал там помощником повара, параллельно играя в футбол на любительском уровне.